# Norbert Nelte

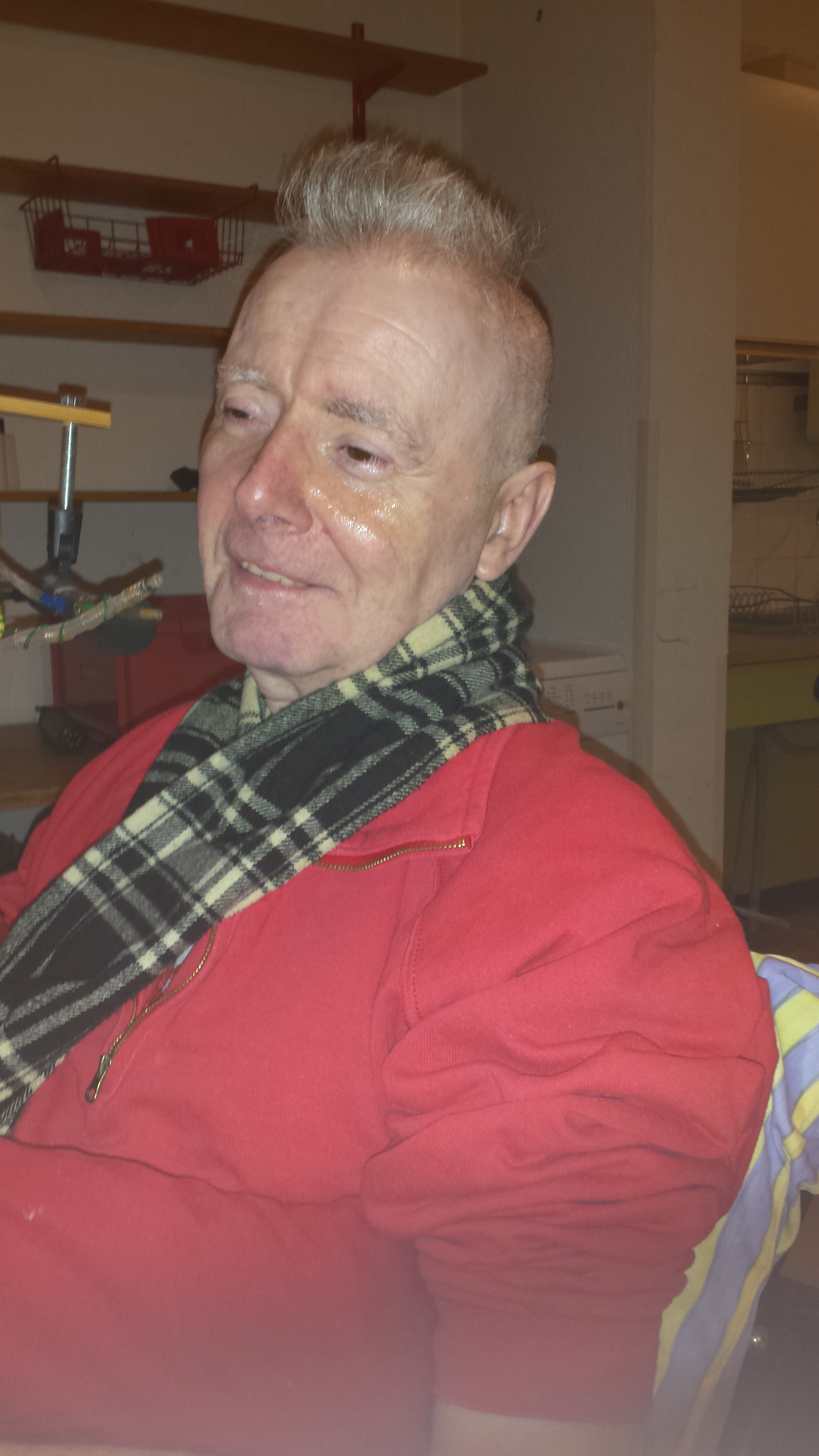
Norbert Nelte

Norbert Nelte (* 19. September 1945; † 17. Mai 2021) war ein deutscher Autor.

## Leben
Nelte studierte nach seiner Kaufmannslehre in den 1960er Jahren Betriebswirtschaftslehre.
Nachdem Nelte seit 1960 auf den wenigen Demonstrationen keine Gesinnungsgenossen für die Idee der Arbeiterräte gefunden hatte, schloss er sich in der Studentenbewegung den deutschen Vertretern der Internationalen Sozialisten um Tony Cliff an und war lange Zeit wichtiges Mitglied der Sozialistischen Arbeitergruppe (SAG).

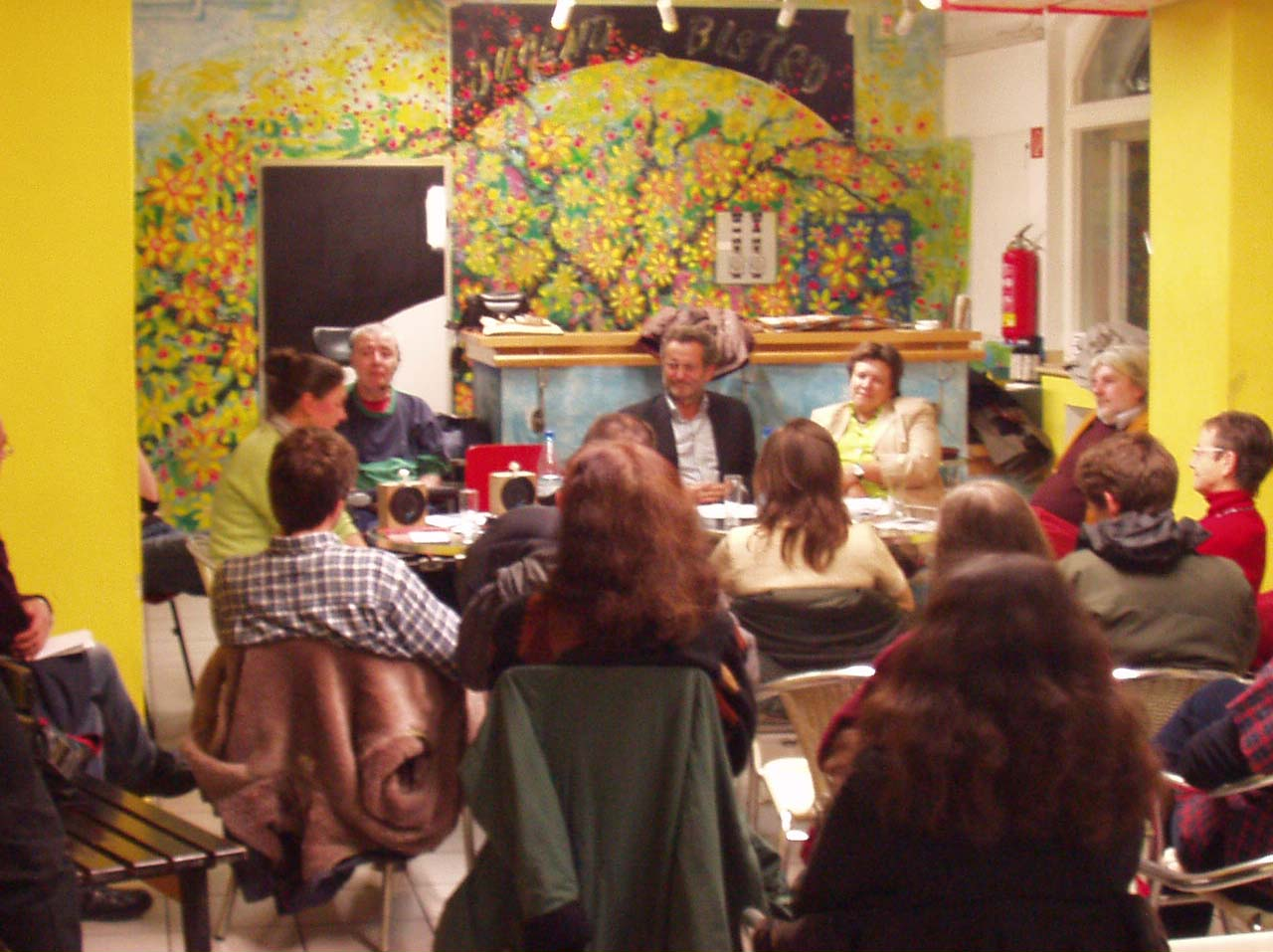

In den 1970er Jahren war er Vertrauensmann eines Großbetriebes der Autozulieferindustrie, Sprecher der Antiatombewegung in Hessen, Sprecher der Atomgegner in den Gewerkschaften in Hessen-Nassau und in den 1980er Jahren Gründer und Sprecher der Arbeitslosengruppen in Hannover. Nachdem er zur Ansicht gelangte, dass die SAG sich 1990 nach rechts zum Zentrismus hin entwickelte, die Theorie zu Gunsten einer Bewegungstümelei unterbelichtet wurde und auch die Entrismus-Strategie der SAG hin zu den Jusos nicht teilte, gründete er in Köln, aber auch durch Abspaltungen in anderen Orten wie Frankfurt oder München seine eigene Initiative zur Reorganisation der Internationalen Sozialisten (IS), blieb aber regional beschränkt und weitestgehend erfolglos. Später gründete er 2001 nach dem Anschlag auf das World Trade Center das Antikriegskomitee Kein Blut für Öl. Seit 2003 war er durch eine Multiple Sklerose vollständig gelähmt. Nelte arbeitete als Redakteur bei der Linken Zeitung.
2016 löste die IS sich ganz auf. Seither arbeitete er nur noch für die Linke Zeitung, schrieb als marxistischer Ökonom mit dem Schwerpunkt der Theorie von Rosa Luxemburg der „Schranke der Akkumulationsbewegung“ und als Autor der Blogs „Marktende“ und „Marktendenews“.

### Musik
Norbert Nelte war Ende der 1970er Jahre unter dem Alias „Flipper“ Frontmusiker der Frankfurt-Bornheimer Politrock-Band Bohrmaschine Bornheim (auch BoBo oder Bo Bo). Die Band war besonders aktiv während des ersten „Rock-gegen-Rechts“-Festivals im Juni 1979, löste sich aber kurze Zeit später wieder auf. Die Band produzierte im Eigenverlag eine LP mit dem Titel bobo Prolet Rock – Es ist nicht mehr fern, unser Land (1979). Das Cover des selbstveröffentlichten Albums zeigt Bilder der Antifa-Straßenschlachten.

## Publikationen
- Rosa Luxemburg, die Grenzen des Marktes und die Todeszuckungen des Kapitalismus, Books-on-Demand, ISBN 3-8370-0979-3
- Geschichte und Logik der Arbeiterräte,  Books on Demand, ISBN 978-3-7392-8975-5, E-Book
- Das Kapital von Marx, leicht gemacht, Books on Demand, ISBN 978-3-7504-4326-6, E.book
- Marxistische Wirtschaftstheorie – leicht gemacht (Im Anhang von Rosa Luxemburg: Die Grenzen des Marktes und die Todeszuckungen des Kapitalismus)[5]
- Markt oder Plan? – Klassenkampf – Partei und Klasse – Asyl – Die Arbeiterklasse – Die Kunst der Oktoberrevolution – Die Novemberrevolution – Einheitsfont-Volksfront – Generalstreik 1948 – Imperialismus – Klima – Krieg – Marxisten – Materialismus – Nigeria-Öl – Ökonomische Texte – Portugal 1974 – Reformistische oder revolutionäre Partei – Religion – Staatskapitalismus –  Historische Schriften – Vom Kapitalismus zur Räterepublik
- Verbrechen und Kapitalismus – Arbeiterräte statt Keynes – Artikel in der Linken Zeitung
- Gemeinsame Bücher: Kein Krieg für Öl – Atommacht Deutschland – Stoppt die Nazis – Marx' historischer Materialismus